# João Souto
João Souto Silva (Gondomar, 26 luglio 1992) è un hockeista su pista portoghese.

## Palmarès

### Club

#### Competizioni nazionali
- Campionato portoghese: 2

Valongo: 2013-2014
Sporting CP: 2020-2021
- Supercoppa del Portogallo: 1

Valongo: 2014

#### Competizioni internazionali
- CERH European League: 1

Sporting CP: 2020-2021
- Supercoppa d'Europa/Coppa Continentale: 2

Sporting CP: 2019-2020, 2021-2022